# 3-тя українська радянська армія
Третя українська радянська армія — з'єднання військ Червоної армії сформоване 15 квітня 1919 року за рішенням РВР Українського фронту від 24 березня 1919 року з частин Групи військ одеського напрямку у складі:
- 5-та українська радянська дивізія
- 6-та українська радянська дивізія

В травні 1919 р. до складу армії увійшли також
- 1-ша Бесарабська дивізія
- 2-га Інтернаціональна дивізія

## Командний склад[1]
Командувач (командарм): 
- Худяков М. Я.  (15 квітня - 23 червня 1919).

Заступник:
Будьзко
Члени РВС:
- Голубенко М.В. (15 квітня - 23 червня 1919);
- Рославлєв (з 15 квітня - ?);
- Датько Д. П. (Фельдман, 22 квітня - 9 червня 1919);
- Соколов (12 травня - 23 червня 1919);
- Єфімов Є.І. (3 - 23 червня 1919).

Начальник штабу: 
- Піонтковський (15 квітня - 23 червня 1919).

## Склад 3-ї армії на 15 квітня[2]
3-тя Українська радянська армія створена з частин Групи військ одеського напряму 
- 5-та українська радянська дивізія
  - 1 бригада
    - 1-й Знаменський полк (1800 багнетів);
    - 2-й Ананьєвський полк (3450 багнетів);
    - 3-й Балтійський полк (1800 багнетів);

  - 2 бригада
    - Полк Тараса Шевченко (1049 багнетів);
    - Вознесенський полк (688 багнетів, 5 кулеметів);
    - Одеський полк (956 багнетів, 4 кулемета);

  - 3 бригада
    - Бессарабський полк (540 багнетів, 15 кулеметів);
    - Приднепровський полк (2000 багнетів, 10 кулеметів);

  - Артилерійський дивізіон (27 гармат, 2 кулемета);
  - 1-й кінний дивізіон (1200 багнетів, 320 шабель, 14 кулеметів, 7 гармат);
- 6-та українська радянська дивізія
  - 1 бригада
    - Верблюжський полк (4000 багнетів, 18 кулеметів);
    - Херсонський полк (4000 багнетів, 23 кулемети);

  - 2 бригада
    - Партизанський полк (3000 багнетів, 6 кулеметів);
    - Тиленгульський полк (2100 багнетів, 5 кулеметів);
- Белоруська бригада
  - Вознесенський кавалерійський полк (800 шабель);
  - Кавалерійський полк Безпалова (360 шабель);

- Автобронедивізіон (7 броньовиків з 24 кулеметами);
- Бронепотяг №1;
- Авіадивізіон (12 літаків);
- Інженерно-технічний батальйон.

## Виноски
1. ↑  В. Антонов-Овсеенко. Записки о гражданской войне. — М. : Государственное военное издательство, 1933. — Т. 4. — С. 129.(рос.)
2. ↑  В. Антонов-Овсеенко. Записки о гражданской войне. — М. : Государственное военное издательство, 1933. — Т. 4. — С. 129-130.(рос.)